# Привітність
Привітність — риса особистості, яка належить людям, які сприймаються як добрі, співчутливі, готові до співпраці, теплі, чесні та уважні. У психології особистості привітність є одним із п'яти основних вимірів структури особистості, що відображає індивідуальні відмінності у співпраці та соціальній гармонії.
Люди, які мають високі показники привітності, є емпатичними та альтруїстичними, тоді як люди з низьким рівнем привітності схильні до егоїстичної, конкурентної поведінки та відсутності емпатії. Ті, хто має дуже низькі оцінки привітності, можуть проявляти тенденції темної тріади, такі як нарцистична, антисоціальна та маніпулятивна поведінка.
Привітність вважається вищою рисою, що означає, що це групування субрис, які статистично згруповані разом. Риси нижчого рівня або аспекти, які згруповані під привітністю, це: довіра, прямота, альтруїзм, поступливість, скромність і ніжність.

## Історія

### Ранні дослідження ознак
Як і у випадку з усіма рисами особистості Великої п'ятірки, коріння сучасної концепції привітності можна простежити до дослідження 1936 року Гордона Олпорта та Генрі С. Одберта. Через сім років після цього дослідження Реймонд Кеттелл опублікував кластерний аналіз тисяч слів, пов'язаних із особистістю, визначених Олпортом і Одбертом. Кластери, визначені в цьому дослідженні, послужили основою для подальших спроб Кеттелла визначити фундаментальні, універсальні фактори людської особистості. Зрештою за допомогою факторного аналізу Кеттелл визначив 16 факторів особистості (16PF). Подальший факторний аналіз виявив п'ять факторів вищого порядку, або «глобальних», які охоплюють ці 16. Незважаючи на те, що Кеттелл назвав його «незалежністю», один із глобальних факторів, визначених в опитувальнику 16PF, був раннім попередником сучасної концепції привітності.

### Велика п'ятірка
Привітність у п'ятифакторній моделі особистості найчастіше вимірюється за допомогою самооцінки, хоча можна також використовувати звіти колег і сторонні спостереження. Показники самозвіту є або лексичними або заснованими на твердженнях. Який показник використовується залежить від an assessment of psychometric properties, а також часові та просторові обмеження дослідження, що проводиться.
Лексичні заходи використовують окремі прикметники, які відображають риси привітності чи неприязності, наприклад, симпатичний, кооперативний, теплий, уважний, різкий, недобрий, грубий. Слова, що представляють неприємність, зашифровані зворотним кодом. Голдберг (1992) розробив міру з 20 слів як частину своїх 100-слівних маркерів «Великої п'ятірки», а Сосьє (1994) розробив більш коротку міру з 8 слів як частину своїх міні-маркерів із 40 слів. Томпсон (2008) переглянув ці маркери, щоб розробити показник із 40 слів із кращими психометричними властивостями як для американського, так і для неамериканського населення: Міжнародні міні-маркери англійської мови. Ця коротка міра має гарну надійність внутрішньої узгодженості та іншу валідність для оцінки привітності та інших п'ятифакторних вимірів особистості, як всередині, так і, особливо, за межами американського населення. Надійність внутрішньої узгодженості показника привітності для носіїв англійської мови становить 0,86, а для тих, для яких англійська мова не є рідною, становить 0,80.
Вимірювальні показники, як правило, містять більше слів і, отже, займають більше дослідницького інструментарію, ніж лексичні вимірювання. Респондентів запитують, наскільки вони, наприклад, [перебувають] у хороших стосунках майже з усіма, [не] цікавляться проблемами інших людей або [с]співчувають почуттям інших людей.
Факторно-аналітичний підхід Кеттелла, спрямований на виявлення universal personality structures, надихнув багато досліджень протягом десятиліть після введення 16PF. Використовуючи оригінальні кластери Кеттелла, 16PF та вихідні дані, кілька дослідників незалежно один від одного розробили п'ятифакторну модель особистості протягом цього періоду. З початку 1960-х років ці дослідження зазвичай включали фактор під назвою «приязність» або «комунікабельність». Незважаючи на неодноразове повторення п'яти стабільних факторів особистості після піонерської роботи Кеттелла, ця структура почала домінувати в дослідженні особистості лише на початку 1980-х років з роботою Льюїса Ґолдберґа. Використовуючи лексичні дослідження, подібні до досліджень Олпорта та Одберта, Ґолдберґ обрав термін «велика п'ятірка», щоб відобразити величезну кількість термінів, пов'язаних із особистістю, охоплених кожним із цих п'яти різних факторів. Одне з них, привітність, було визначено кількома пов'язаними з особистістю словами, подібними до тих, що присутні в попередніх і новіших проявах конструкції; приклади включають «дружелюбний», «доброзичливий», «кооперативний», «довірливий», «турботливий», «комунікабельний» і «уважний».

### NEO ПІ
Починаючи з 1970-х років Пол Коста і Роберт МакКрей почали досліджувати розвиток оцінки особистості на основі факторних моделей. Починаючи з кластерного аналізу 16PF Кеттелла, Коста і МакКрей спочатку зупинилися на трифакторній моделі особистості. Цими трьома факторами були невротизм (neuroticism, проти емоційної стабільності), екстраверсія (extraversion, проти інтроверсії) та відкритість (openness, проти закритості) досвіду, що призвело до акроніму «NEO». Завдяки подібності між їхнім трифакторним Описом особистості NEO та великою п'ятіркою Голдберга, Коста та МакКрей почали розробляти шкали для оцінки привітності та сумлінності на початку 1980-х років. Кульмінацією цієї роботи стала публікація в 1985 році першого посібника NEO PI, який базувався на повній п'ятифакторній моделі. Незважаючи на те, що це ознаменувало введення прийнятності в NEO PI, Коста і МакКрей працювали протягом додаткових семи років, щоб визначити та розробити аспекти, що включають цей фактор у переглянутому переліку особистості NEO.

## NEO PI грані
У NEO PI кожен із п'яти факторів, визначених Костою та Маккреєм, ототожнюється з шістьма ознаками нижчого рівня. Відомі як фасети, риси нижчого рівня, які включають в себе привітність, були вперше представлені в публікації 1992 року переглянутої версії NEO PI. На основі сучасного NEO PI-R шість аспектів привітності: довіра, прямота, альтруїзм, поступливість, скромність і ніжність.

### Довіра
Довіра є визначальною рисою психосоціального розвитку, теорії особистості та народно-психологічних концепцій особистості. Люди, які мають високу оцінку довіри, зазвичай вважають, що наміри інших є доброзичливими, і можуть бути наївними, якщо їх довести до крайності. Ті, хто має низькі бали за цим аспектом, як правило, циніки та параноїки та вважають інших підозрілими, нечесними чи небезпечними.

### Прямота
Прямість — це якість прямого, відкритого та чесного спілкування з іншими. Незважаючи на довгу історію моральної філософії, прямолінійність не настільки важлива для теорії особистості, як інші аспекти привітності. Ті, хто має високу відвертість, схильні спілкуватися з іншими прямо та чесно. Ті, хто набирає низькі результати, менш прямі, схильні до високого самоконтролю, більш небагатослівні, брехливі або маніпулятивні. Хоча ці дві концепції не є ідентичними, ті, хто має низькі результати в цьому аспекті, як правило, мають високий рівень макіавеллізму. Прямість подібна до виміру в Міжособистісному циркумплексі, який називається «простодушність проти калькуляції». За словами Майкла К. Ештона та Кібеома Лі, прямолінійність подібна до аспекту чесності та скромності в моделі HEXACO.

### Альтруїзм
Подібно до альтруїзму у тварин і етичного альтруїзму, цей аспект визначається мірою безкорисливості, самопожертви, щедрості та уваги, ввічливості та турботи про інших. Альтруїзм схожий на концепцію соціального інтересу Альфреда Адлера, яка є тенденцією спрямовувати свої дії на покращення суспільства. Люди з низьким рівнем альтруїзму, як правило, неввічливі, егоїстичні або жадібні, модель поведінки, відома як «власний інтерес» у психології Адлера.

### Дотримання вимог
Як аспект привітоності, як типова реакція особи на конфлікт визначається дотриманість вимог. Ті, хто має високу оцінку компліментароності, як правило, лагідні та м'які та віддають перевагу співпраці чи повазі як засобу вирішення конфлікту. Малі бали, як правило, агресивні, антагоністичні, змагальні, сварливі та мстиві.

### Скромність
У той час як довіра, прямота, альтруїзм і дотримання вимог стосуються міжособистісної або соціальної поведінки, скромність належить до самооцінки людини. Ті, хто отримує високі оцінки за скромність, як правило, скромні та зосереджені на інших, тоді як ті, хто має низькі бали, як правило, зарозумілі, показні та самозвеличувальні. Низька скромність інакше відома як самозакоханість або самозакоханість і, у крайніх випадках, може проявлятися як нарцисичний розлад особистості або історичний розлад особистості. Інакше відома як «скромність» у переглянутому переліку особистості NEO, скромність нагадує аспект скромності чесності-скромності в моделі HEXACO.

### Ніжність
Ніжність визначається як ступінь, до якої судження та ставлення людини визначаються емоціями. Цей термін, введений Вільямом Джеймсом, також був помітним у ранніх версіях 16PF. Ніжність головним чином визначається симпатією і відповідає шкалі «симпатії» International Personality Item Pool. Навпаки, «жорсткий розум» — це риса, пов'язана з психотизмом за особистісним опитувальником Айзенка.

## Еквіваленти в психобіологічних моделях
Кожна з моделей, заснованих на психобіологічних теоріях особистості, включає фактор, схожий на привітність. У Переліку темпераментів і характерів Клонінгера риса характеру, відома як спроможність до співпраці, дуже схожа на згодливість і позитивно корелює з нею. В альтернативній п'ятимоделі особистості Цукермана риса, відома як агресивність-ворожість, обернено пов'язана з привітністю.

## Модель HEXACO
Щоб усунути відсутність показників рис темної тріади (тобто нарцисизм, макіавеллізм і психопатія), Майкл Ештон і Кібеом Лі запропонували додати шостий фактор до п'ятифакторної моделі. Підтверджена психолексичними дослідженнями, подібними до тих, що використовувалися при розробці п'ятифакторної моделі, модель HEXACO додає чесність-скромність до п'яти факторів, схожих на ті, що в NEO PI. Хоча чесність і скромність безпосередньо не відповідають жодній рисі «великої п'ятірки», вона тісно пов'язана з прямолінійністю та скромністю, що притаманне «великій п'ятірці». Оскільки обидва ці аспекти лише слабко корелюють із привітністістю Великої п'ятірки, Ештон і Лі пропонують розділити привітність NEO PI на два фактори, подібні до тих, що в моделі HEXACO: чесність-скромність (тобто прямолінійність і скромність) і переосмислена привітність(довіра, альтруїзм, привітність і ніжність). Відображаючи цю концепцію чесності-скромності та привітності HEXACO як унікальних, хоча й подібних концепцій, Ештон і Лі вважають, що вони представляють різні аспекти взаємного альтруїзму: справедливість (чесність-скромність) і толерантність (привітність).
Незважаючи на те, що пропонують таке переосмислення привітності для NEO PI, Ештон і Лі не вірять, що привітність HEXACO точно охоплюється довірою, альтруїзмом, поступливістю та ніжністю. На додаток до врахування цих чотирьох аспектів привітності «Великої п'ятірки», конструкція привітності в моделі HEXACO включає вміст, класифікований як нейротизм у NEO PI (тобто темпераментність і дратівливість). Щоб відобразити негативний емоційний зміст на нижньому рівні привітності HEXACO, цей фактор також називають «приязністю (проти гніву)». Включення гніву у визначення привітності HEXACO додатково допомагає відрізнити цей фактор від чесності та скромності. У відповідь на образливі або агресивні дії особи, які мають низькі оцінки чесності та смирення, як правило, не реагують негайно. Натомість вони відкладають свою відповідь, плануючи свою помсту та чекаючи ідеальної нагоди для її здійснення. Хоча ті, хто має низькі оцінки за привітність HEXACO, також використовують цю заздалегідь продуману стратегію, вони також схильні негайно реагувати гнівом.

### Грані привітності HEXACO
Щоб допомогти охопити численні відмінності між моделями Великої п'ятірки та HEXACO, Ештон і Лі пропонують чотири нові назви аспектів у своїй концепції привітності: прощення, м'якість, гнучкість і терпіння. На додаток до цих чотирьох аспектів, характерних для привітності, Лі та Ештон запропонували додатковий «проміжний» аспект, розташований у просторі, спільному для привітності, чесності, скромності та емоційності: альтруїзм проти антагонізму.
- Прощення: міра реакції людини на обман чи інші порушення. Особи, які мають високий бал за цим аспектом, як правило, відновлюють свою довіру та відновлюють дружні стосунки, прощаючи кривдника, тоді як ті, хто має низький бал, схильні зберігати образу. Також відомий як «прощення».[37]
- Лагідність: міра того, як людина зазвичай оцінює інших. Особи, які мають високі оцінки за цим аспектом, як правило, уникають надмірного засудження, тоді як ті, хто має низькі оцінки, дуже критичні та засудливі.
- Гнучкість: показник поведінки, пов'язаної з компромісом і співпрацею. Особи, які мають високі оцінки за цим аспектом, віддають перевагу співпраці та компромісу як засобу вирішення суперечок, тоді як ті, хто має низький бал, як правило, уперті, сперечаються та не бажають пристосовуватися до інших.
- Терпіння: міра реакції людини на гнів і загострення. Люди, які мають високі оцінки за цим аспектом, як правило, здатні терпіти дуже високий рівень гніву та зберігати самовладання, виявляючи гнів. Ті, хто має низькі показники терпіння, важко залишаються спокійними, коли виражають свій гнів, і, як правило, мають запальний характер, стаючи дуже злим у відповідь на порівняно незначну провокацію.
- Альтруїзм проти антагонізму: хоча поділяється між трьома факторами HEXACO, альтруїзм проти антагонізму помірно корелює з привітністю.[36] Цей інтерстиціальний аспект оцінює ступінь співчуття, м'якості та допомоги людині, причому люди з низькими балами схильні до антагоністичного стилю міжособистісного спілкування.

## Міжособистісні стосунки
Привітність є перевагою в ситуаціях, які вимагають спілкування з іншими. Порівняно з непривітними людьми, привітні люди демонструють тенденцію сприймати інших у більш позитивному світлі.
Одне дослідження показало, що люди з високим рівнем привітності більш емоційно чуйні в соціальних ситуаціях. Цей ефект вимірювали як за допомогою опитувальників самооцінки, так і за допомогою фізіологічних показників, і він свідчить про те, що екстраверсія та невротизм є не єдиними факторами особистості Великої п'ятірки, які впливають на емоції. Ефект був особливо виражений серед жінок.
Дослідження також показують, що люди з високим рівнем привітності більш схильні контролювати негативні емоції, такі як гнів, у конфліктних ситуаціях. Ті, хто має високий рівень привітності, швидше за все, будуть використовувати тактику уникнення конфлікту під час конфлікту з іншими (тоді як люди з низьким рівнем привітності, швидше за все, використовуватимуть тактику примусу, як-от відгородження або уникнення). Вони також охочіше поступаються своїм супротивникам і можуть програти суперечку з людьми, які менш привітні. З їхньої точки зору, вони не стільки програли суперечку, скільки зберегли дружні стосунки з іншою людиною.

## Просоціальна поведінка
Привітність позитивно асоціюється з альтруїзмом і допомагаючою поведінкою. У різних ситуаціях люди з високим рівнем доброзичливості, швидше за все, повідомлять про інтерес і участь у допомозі іншим. Експерименти показали, що більшість людей, швидше за все, допомагатимуть своїм родичам і допомагатимуть, коли пробуджено співчуття . Привітні люди, швидше за все, допоможуть, навіть якщо цих умов немає. Іншими словами, привітні люди виявляються «навичками допомагати» і не потребують інших мотивацій.
У той час як привітні люди зазвичай допомагають іншим, непривітні люди мають більшу ймовірність завдати шкоди. Дослідники виявили, що низький рівень привітності пов'язаний з ворожими думками та агресією у підлітків, а також поганою соціальною адаптацією. Люди з низьким рівнем привітності також більш схильні до упередженого ставлення до стигматизованих груп, таких як люди з надмірною вагою.
Нарцисичні та антисоціальні тенденції можуть бути пов'язані з низька привітністю у поєднанні з психічним захворюванням. В теорії, люди з надзвичайно високою привітністю ризикують отримати проблеми залежності. Емпіричні дослідження показують, що багато інших проблем асоціюється з низькою привітністю.
Однак висока привітність не завжди призводить до просоціальної поведінки. В експерименті Мілграма сумлінні та привітні люди, за порадою недоброзичливого авторитету, охочіше застосувати до жертви електрошок високої інтенсивності, тому що сумлінні та привітні люди менш здатні чинити опір.

## Інтелект
Вважається, що привітність і пов'язані з нею риси не пов'язані з когнітивними здібностями. Загалом, він має найменший і найменший зв'язок з інтелектом. Однак широкомасштабні мета-аналізи показали, що аспекти привітності (тобто співчуття та ввічливість) мають значущі та протилежні стосунки з когнітивними здібностями. Наприклад, співчуття корелює на 0,26 із загальними розумовими здібностями, тоді як ввічливість корелює на 0,22 із загальними науковими знаннями. Аспекти привітності також демонструють певні значущі зв'язки з різними когнітивними здібностями (наприклад, співпраця та швидкість обробки корелюють 0,20, скромність і плавність ідей корелюють — 0,17).

## Від дитинства до зрілості
Привітність важлива для психологічного благополуччя, прогнозування психічного здоров'я, позитивного впливу та хороших стосунків з іншими. І в дитинстві, і в підлітковому віці приємність. Разом з цим це також пов'язано з навичками управління конфліктами, адаптацією до школи, соціальним статусом однолітків і самооцінкою. Серед молодих людей особи, у яких діагностовано екстерналізаційні та інтерналізаційні розлади, демонструють нижчий рівень привітності та спілкування, а також вищий рівень негативної емоційності, ніж молоді люди без таких розладів. Привітність також є проявом гніву та депресії у молодих людей. Серед студентів коледжу привіт ність часто асоціюється з самозвітами про емоційний досвід і контроль разом із психофізіологічними реакціями на афективно заряджені подразники. У дорослому віці було виявлено, що низька привітність становить ризик для здоров'я. Висока привітність, особливо довіра та чесність, пов'язана з довголіттям.
Дослідження, проведене Каспі, Елдером і Бемом (1987), виявило, що вибухові та погані діти мали більший рівень розлучень у дорослому віці порівняно з їхніми врівноваженими однолітками. Крім того, погані чоловіки мали нижчий освітній рівень, професійний статус і стабільність роботи, а погані жінки виходили заміж за чоловіків із такими ж низькими профілями досягнень. Друге, більш пізнє дослідження, проведене Шайнером (2000), виявило, що складні змінні, які описують привітність у середньому дитинстві та дружню поступливість, передбачають успішність підлітків у навчанні, поведінку та соціальну компетентність через десять років.

## Географія

### Сполучені Штати

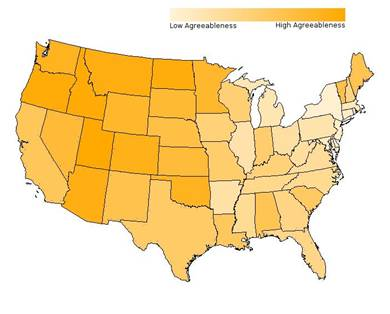
Привітність за станом. Світліші регіони мають нижчу середню привітність.

У Сполучених Штатах люди на Заході, Середньому Заході та Півдні, як правило, мають вищі середні показники приємності, ніж люди, що живуть в інших регіонах. За словами дослідників, десятка найприємніших штатів: Північна Дакота, Міннесота, Міссісіпі, Юта, Вісконсін, Теннессі, Північна Кароліна, Джорджія, Оклахома та Небраска . Ці висновки узгоджуються з добре відомими виразами в цих штатах, такими як " південна гостинність " і " мила Міннесота ". Оскільки ці штати, як правило, менш урбанізовані, ніж східне та західне узбережжя, люди, швидше за все, живуть у невеликих громадах і знають своїх сусідів. Відповідно, вони можуть бути більш готовими піклуватися про своїх сусідів і допомагати їм.
У дослідженні, проведеному Олбрайтом та ін. (1997) групи студентів коледжу з Китаю та Сполучених Штатів оцінювали незнайомців з обох країн за особистісними рисами «Великої п'ятірки», зовнішніми рисами та тим, наскільки добре вони були одягнені. Вони виявили, що і китайські, і американські студенти оцінили обличчя як такі, що демонструють схожий рівень привітності та екстравертності. Люди, які вважалися найбільш привітними, мали посмішку, вираз обличчя якого відомий у всьому світі. Отримані дані свідчать про те, що риса привітності приписується людям універсальним чином.